# Prix Balrog
Le prix Balrog est un prix littéraire attribué de 1979 à 1985 et récompensant des œuvres dans les genres de la fantasy, du fantastique et de la science-fiction. Il était attribué d'après des votes des lecteurs et n'a jamais été pris au sérieux dans le milieu littéraire, étant affublé du qualificatif ironique de « convoité prix Balrog ».

## Palmarès

### Meilleur roman
- 1979 : Blind Voices par Tom Reamy
- 1980 : Les Tambours de Pern (Dragondrums) par Anne McCaffrey
- 1981 : Le Rituel du sang (The Wounded Land) par Stephen R. Donaldson
- 1982 : Roi de mort (Camber the Heretic) par Katherine Kurtz
- 1983 : L'Arbre primordial (The One Tree) par Stephen R. Donaldson
- 1984 : Armageddon Rag (The Armageddon Rag) par George R. R. Martin
- 1985 : The Practice Effect par David Brin

### Meilleure nouvelle
- 1979 : Death from Exposure par Pat Cadigan
- 1980 : Le Dernier rempart de Camelot (The Last Defender of Camelot) par Roger Zelazny
- 1981 : Le Réseau des mages (The Web of the Magi) par Richard Cowper
- 1982 : A Thief in Korianth par C. J. Cherryh
- 1983 : All of Us Are Dying par George Clayton Johnson
- 1984 : Wizard Goes A-Courtin par John Morressy
- 1985 : Un troll et deux roses (A Troll and Two Roses) par Patricia A. McKillip

### Meilleur recueil de nouvelles
- 1979 : Born to Exile par Phyllis Eisenstein
- 1980 : Danse macabre (Night Shift) par Stephen King
- 1981 : Contes et légendes inachevés (Unfinished Tales of Númenor and Middle-earth) par J. R. R. Tolkien
- 1982 : Shadows of Sanctuary par Robert Asprin
- 1983 : Storm Season par Robert Asprin
- 1984 : Unicorn Variations par Roger Zelazny
- 1985 : Daughter of Regals and Other Tales par Stephen R. Donaldson